# Lijst van rijksmonumenten in Den Burg
De plaats Den Burg telt 65 inschrijvingen in het rijksmonumentenregister. Hieronder een overzicht.
| Object | Oorspronkelijke functie? | Bouwjaar                                              | Architect | Locatie           | Coördinaten?                 | Nr.?   | Afbeelding |
| --- | ------------------------ | ----------------------------------------------------- | --------- | ----------------- | ---------------------------- | ------ | --- |
| Boet, fraai in landschap gelegen. Aan een zijde met riet gedekt. Dubbel vierkant met hulpspanten | Boerderij                |                                                       |           | Pontweg 86        | 53° 2' 50" NB, 4° 47' 40" OL | 35257  | Boet, fraai in landschap gelegen. Aan een zijde met riet gedekt. Dubbel vierkant met hulpspanten |
| Boet, fraai in landschap gelegen. Gedeeltelijk met riet gedekt | Boerderij                |                                                       |           | Zuid Haffel 7     | 53° 2' 18" NB, 4° 47' 38" OL | 35258  | Boet, fraai in landschap gelegen. Gedeeltelijk met riet gedekt |
| Boet, fraai in landschap gelegen. Pannen dak | Boerderij                |                                                       |           | Schansweg 8       | 53° 2' 32" NB, 4° 48' 51" OL | 35259  | Upload foto |
| Boet, fraai in landschap gelegen. Rieten kap | Boerderij                |                                                       |           | Zuid Haffel 44    | 53° 2' 21" NB, 4° 48' 35" OL | 35260  | Boet, fraai in landschap gelegen. Rieten kap |
| Boet, fraai in landschap gelegen. Rieten kap | Boerderij                |                                                       |           | Skillepaadje 2    | 53° 2' 37" NB, 4° 49' 23" OL | 35261  | Upload foto |
| Boet, fraai in landschap gelegen. Rieten kap met turen | Boerderij                |                                                       |           | Skillepaadje 10   | 53° 2' 35" NB, 4° 49' 39" OL | 35262  | Boet, fraai in landschap gelegen. Rieten kap met turen |
| Boet, fraai in landschap gelegen. Rieten kap met turen | Boerderij                |                                                       |           | Veenselangweg 6   | 53° 3' 15" NB, 4° 49' 44" OL | 35263  | Upload foto |
| Boet, gelegen aan de Pontweg richting Horntje, met geheel houten voorzijde en plaggen op de nok | Boerderij                |                                                       |           | Leemkuil 6        | 53° 2' 28" NB, 4° 48' 22" OL | 35270  | Upload foto |
| Boet, gelegen aan de Pontweg richting Horntje, met geheel houten voorzijde en plaggen op de nok | Boerderij                |                                                       |           | Pontweg 79        | 53° 2' 37" NB, 4° 47' 51" OL | 35274  | Meer afbeeldingen |
| Boet, gelegen aan de weg van Den Burg naar Den Hoorn. Houten gevel en met riet gedekte hoge kap | Boerderij                |                                                       |           | Hoornderweg 2     | 53° 2' 48" NB, 4° 47' 25" OL | 35275  | Boet, gelegen aan de weg van Den Burg naar Den Hoorn. Houten gevel en met riet gedekte hoge kap |
| Goede boet, gelegen aan de overzijde van een boerderij | Boerderij                |                                                       |           | Zuid Haffel 41    | 53° 2' 20" NB, 4° 48' 26" OL | 35276  | Goede boet, gelegen aan de overzijde van een boerderij |
| Boerderij met lang uitgebouwd woonhuis, negenruits vensters met luiken; houten voorschot met luik | Boerderij                |                                                       |           | Rozendijk 34      | 53° 3' 34" NB, 4° 45' 48" OL | 35282  | Meer afbeeldingen |
| Boerderij, fraai tegen de rand van het dennebos gelegen, met dubbel hooivak en inritten aan de lange zijden; uitgebouwd woonhuis met houten top | Boerderij                |                                                       |           | Smitsweg 6        | 53° 3' 29" NB, 4° 45' 34" OL | 35283  | Meer afbeeldingen |
| Als massa nog mooie boerderij waarvan het tot voor kort bijzonder mooie woonhuis echter vernieuwd is, bij welke gelegenheid het vlieringluik werd vervangen door een raam en het venster met roeden door een modern voorhuis, geheel verscholen achter begroeiing | Boerderij                |                                                       |           | Zuid Haffel 12    | 53° 2' 9" NB, 4° 47' 43" OL  | 35284  | Als massa nog mooie boerderij waarvan het tot voor kort bijzonder mooie woonhuis echter vernieuwd is, bij welke gelegenheid het vlieringluik werd vervangen door een raam en het venster met roeden door een modern voorhuis, geheel verscholen achter begroeiing |
| Boerderij met lang uitgebouwd voorhuis. Mooi vrij gelegen | Boerderij                |                                                       |           | Waterweg 2        | 53° 2' 16" NB, 4° 48' 27" OL | 35285  | Meer afbeeldingen |
| Het Simonsplaatsje. Stolpboerderij met voorhuis uit 1866, rieten dak, houten halsgevel aan uitbouw, het voorhuis, en aangebouwd bakhuis aan stalgedeelte. | Boerderij                | 1866                                                  |           | Waterweg 12       | 53° 2' 2" NB, 4° 48' 41" OL  | 35286  | Meer afbeeldingen |
| Mooi gelegen en goed onderhouden stolp met roeden in de vensters. Aan de zijgevel een houten top. Terzijde elzenbongerd | Boerderij                |                                                       |           | Westergeest 4     | 53° 2' 10" NB, 4° 49' 9" OL  | 35287  | Meer afbeeldingen |
| Mooi vrij gelegen ten oosten van de Schilderweg in geboomte. Woonhuis in de stolp gebouwd, tweede stolp als schuur | Woonhuis                 |                                                       |           | Schilderweg 167   | 53° 2' 53" NB, 4° 48' 51" OL | 35288  | Mooi vrij gelegen ten oosten van de Schilderweg in geboomte. Woonhuis in de stolp gebouwd, tweede stolp als schuur |
| Diep smal woonhuis onder zadeldak, topgevel met houten voorschot | Woonhuis                 |                                                       |           | Skillepaadje 14   | 53° 2' 31" NB, 4° 49' 40" OL | 35289  | Diep smal woonhuis onder zadeldak, topgevel met houten voorschot |
| Tegen helling van de 'Hoge berg' stolphoeve met uitgebouwde woonhuis | Boerderij                |                                                       |           | Skillepaadje 12   | 53° 2' 32" NB, 4° 49' 40" OL | 35290  | Tegen helling van de 'Hoge berg' stolphoeve met uitgebouwde woonhuis |
| Boerderij met gerestaureerd voorhuis | Boerderij                | 1600-1699                                             |           | Hallerweg 33C     | 53° 3' 12" NB, 4° 48' 59" OL | 35291  | Meer afbeeldingen |
| Boerderij, ten oosten van de schilderweg | Boerderij                |                                                       |           | Hallerweg 55      | 53° 2' 45" NB, 4° 49' 25" OL | 35292  | Boerderij, ten oosten van de schilderweg |
| Grote stolpvormige schuur | Boerderij                |                                                       |           | Hallerweg 51      | 53° 2' 46" NB, 4° 49' 23" OL | 35293  | Grote stolpvormige schuur |
| Gepleisterd pand bestaande uit een gedeelte met verdieping en schilddak | Woonhuis                 | wellicht 17e eeuw                                     |           | Zwaanstraat 10    | 53° 3' 13" NB, 4° 47' 46" OL | 35294  | Gepleisterd pand bestaande uit een gedeelte met verdieping en schilddak |
| Pandje met gewitte gevel | Woonhuis                 |                                                       |           | Weverstraat 67    | 53° 3' 17" NB, 4° 47' 59" OL | 35295  | Meer afbeeldingen |
| Pandje met gewitte gevel | Woonhuis                 |                                                       |           | Weverstraat 65    | 53° 3' 17" NB, 4° 47' 59" OL | 35296  | Meer afbeeldingen |
| Pandje met gewitte gevel | Woonhuis                 |                                                       |           | Weverstraat 63    | 53° 3' 17" NB, 4° 47' 60" OL | 35297  | Meer afbeeldingen |
| Gaaf breed pand onder tentdak met bewerkte deur | Woonhuis                 |                                                       |           | Warmoesstraat 34A | 53° 3' 12" NB, 4° 47' 53" OL | 35298  | Gaaf breed pand onder tentdak met bewerkte deur |
| Gaaf klein pandje met houten voorschot | Woonhuis                 |                                                       |           | Warmoesstraat 16  | 53° 3' 12" NB, 4° 47' 49" OL | 35299  | Gaaf klein pandje met houten voorschot |
| Pand met afgeknotte ingezwenkte gevel | Woonhuis                 |                                                       |           | Warmoesstraat 10  | 53° 3' 12" NB, 4° 47' 48" OL | 35300  | Pand met afgeknotte ingezwenkte gevel |
| Pand met afgeknotte ingezwenkte gevel | Woonhuis                 |                                                       |           | Warmoesstraat 8   | 53° 3' 12" NB, 4° 47' 47" OL | 35301  | Pand met afgeknotte ingezwenkte gevel |
| Pand met afgeknotte ingezwenkte gevel | Woonhuis                 |                                                       |           | Warmoesstraat 6   | 53° 3' 12" NB, 4° 47' 47" OL | 35302  | Pand met afgeknotte ingezwenkte gevel |
| Pand met gepleisterde gevel met rechte kroonlijst | Woonhuis                 |                                                       |           | Warmoesstraat 4   | 53° 3' 13" NB, 4° 47' 47" OL | 35303  | Pand met gepleisterde gevel met rechte kroonlijst |
| Voor het huis dat zelf niet op de lijst wordt geplaatst twee gotische pinakels als stoepstenen | Grensafbakening          |                                                       |           | Waalderstraat 20  | 53° 3' 22" NB, 4° 47' 51" OL | 35304  | Voor het huis dat zelf niet op de lijst wordt geplaatst twee gotische pinakels als stoepstenen |
| Klein pandje met roeden in de vensters | Woonhuis                 |                                                       |           | Waalderstraat 4   | 53° 3' 21" NB, 4° 47' 49" OL | 35305  | Klein pandje met roeden in de vensters |
| Lage achterbouw van hoekpand aan de stenen plaats, met houten voorschot | Opslag                   |                                                       |           | Stenenplaats 5    | 53° 3' 20" NB, 4° 47' 48" OL | 35306  | Lage achterbouw van hoekpand aan de stenen plaats, met houten voorschot |
| Eenvoudig pandje met houten top met makelaar | Woonhuis                 |                                                       |           | Waalderstraat 21  | 53° 3' 23" NB, 4° 47' 51" OL | 35307  | Eenvoudig pandje met houten top met makelaar |
| Eenvoudig pandje met houten top met makelaar | Woonhuis                 |                                                       |           | Waalderstraat 19  | 53° 3' 22" NB, 4° 47' 50" OL | 35308  | Eenvoudig pandje met houten top met makelaar |
| Eenvoudig pandje met houten top met makelaar | Woonhuis                 |                                                       |           | Waalderstraat 17  | 53° 3' 22" NB, 4° 47' 50" OL | 35309  | Eenvoudig pandje met houten top met makelaar |
| Eenvoudig pand onder zadeldak | Woonhuis                 |                                                       |           | Waalderstraat 13  | 53° 3' 22" NB, 4° 47' 50" OL | 35310  | Eenvoudig pand onder zadeldak |
| Eenvoudig pand onder zadeldak | Woonhuis                 |                                                       |           | Waalderstraat 11  | 53° 3' 21" NB, 4° 47' 49" OL | 35311  | Eenvoudig pand onder zadeldak |
| Eenvoudig pand onder zadeldak | Woonhuis                 |                                                       |           | Waalderstraat 9   | 53° 3' 21" NB, 4° 47' 49" OL | 35312  | Eenvoudig pand onder zadeldak |
| Eenvoudig pand onder zadeldak | Woonhuis                 |                                                       |           | Waalderstraat 7   | 53° 3' 21" NB, 4° 47' 49" OL | 35313  | Eenvoudig pand onder zadeldak |
| Overdekte visbank | Handel en kantoor        | 1833 (visbank) ca. 1950 (vernieuwd)                   |           | Vismarkt 3        | 53° 3' 16" NB, 4° 47' 50" OL | 35314  | Meer afbeeldingen |
| Diep pand waarvan de zijgevel nog goed is | Woonhuis                 |                                                       |           | Stenenplaats 5    | 53° 3' 20" NB, 4° 47' 48" OL | 35315  | Meer afbeeldingen |
| Woonhuis waarvan de achtergevel oud is met houten voorschot waarin vlieringluik | Woonhuis                 |                                                       |           | Kogerstraat 20    | 53° 3' 22" NB, 4° 47' 45" OL | 35316  | Woonhuis waarvan de achtergevel oud is met houten voorschot waarin vlieringluik |
| T-vormige schuilkerk: Vermaning | Kerk en kerkonderdeel    | 18e eeuw                                              |           | Kogerstraat 18    | 53° 3' 22" NB, 4° 47' 47" OL | 35317  | Meer afbeeldingen |
| Pandje met houten voorschot en onder laag zadeldak | Woonhuis                 |                                                       |           | Kogerstraat 11    | 53° 3' 21" NB, 4° 47' 46" OL | 35318  | Pandje met houten voorschot en onder laag zadeldak |
| Gerestaureerd pand met mooie gevel, top vormend door middel van treden met klimmende pilasters en ingezwenkte contour | Woonhuis                 |                                                       |           | Kogerstraat 1     | 53° 3' 20" NB, 4° 47' 47" OL | 35319  | Meer afbeeldingen |
| Hotel de Lindeboom | Horeca                   | waarschijnlijk 1661 (fronton)                         |           | Groeneplaats 14   | 53° 3' 15" NB, 4° 47' 49" OL | 35320  | Meer afbeeldingen |
| Pand met trapgevel met klimmend boogfries, herbouwd in modern materiaal 1962 | Woonhuis                 | 1962 (herbouwd)                                       |           | Gravenstraat 33   | 53° 3' 17" NB, 4° 47' 44" OL | 35321  | Pand met trapgevel met klimmend boogfries, herbouwd in modern materiaal 1962 |
| Pandje onder zadeldak tegen houten voorschot | Woonhuis                 |                                                       |           | Gasthuisstraat 32 | 53° 3' 18" NB, 4° 47' 42" OL | 35322  | Pandje onder zadeldak tegen houten voorschot |
| Pandje onder zadeldak tegen houten voorschot | Woonhuis                 |                                                       |           | Gasthuisstraat 30 | 53° 3' 18" NB, 4° 47' 43" OL | 35323  | Pandje onder zadeldak tegen houten voorschot |
| Pand met enig overgebleven authentieke smalle gevel met klimmend boogfries | Werk-woonhuis            |                                                       |           | Binnenburg 19     | 53° 3' 18" NB, 4° 47' 49" OL | 35324  | Pand met enig overgebleven authentieke smalle gevel met klimmend boogfries |
| Groot diep hoekpand onder zadeldak | Woonhuis                 | 17e eeuw                                              |           | Binnenburg 15     | 53° 3' 18" NB, 4° 47' 49" OL | 35325  | Meer afbeeldingen |
| De Burght | Kerk en kerkonderdeel    | 1452                                                  |           | Binnenburg 2      | 53° 3' 17" NB, 4° 47' 51" OL | 35327  | Meer afbeeldingen |
| Terrein waarin overblijfselen van nederzettingen | Archeologisch monument   | Romeinse tijd en vroege Middeleeuwen                  |           |                   | 53° 3' 24" NB, 4° 46' 59" OL | 46037  | Terrein waarin overblijfselen van nederzettingen |
| Terrein waarin een middeleeuws grafveld | Archeologisch monument   | ca. 7e eeuw                                           |           |                   | 53° 3' 8" NB, 4° 46' 34" OL  | 46038  | Upload foto |
| Terrein waarin funderingen van de voormalige dorpskerk van Westen | Archeologisch monument   | 16e eeuw                                              |           |                   | 53° 2' 36" NB, 4° 44' 55" OL | 46039  | Upload foto |
| Terrein waarin: a overblijfselen van een ronde burcht met omringende gracht, waarbinnen een nederzetting. b overblijfselen van nederzettingen | Archeologisch monument   | 9e - 10e eeuw (a) late Bronstijd/vroege IJzertijd (b) |           |                   | 53° 3' 16" NB, 4° 47' 53" OL | 46042  | Terrein waarin: a overblijfselen van een ronde burcht met omringende gracht, waarbinnen een nederzetting. b overblijfselen van nederzettingen |
| Stolpschuur, behorend bij het boerderijcomplex aan de hallerweg | Boerderij                | 1903                                                  |           | Hallerweg 33B     | 53° 3' 11" NB, 4° 48' 60" OL | 509345 | Meer afbeeldingen |
| Batterij Den Hoorn: voormalige geschutsopstelling met munitiedepot, munitielift en afwachtinsruimte | Geschutopstelling        | 1938-1939                                             |           |                   | 53° 2' 6" NB, 4° 43' 60" OL  | 509353 | Upload foto |
| Batterij Den Hoorn: voormalige geschutsopstelling met munitiedepot, munitielift en afwachtinsruimte | Geschutopstelling        | 1938-1939                                             |           |                   | 53° 2' 4" NB, 4° 44' 2" OL   | 509354 | Upload foto |
| Batterij Den Hoorn: voormalige geschutsopstelling met munitiedepot, munitielift en afwachtinsruimte | Geschutopstelling        | 1938-1939                                             |           |                   | 53° 2' 2" NB, 4° 44' 4" OL   | 509355 | Upload foto |
| Flevo, vrijstaande houten prefab woning | Dienstwoning             | 1927                                                  |           | Schilderend 101   | 53° 3' 3" NB, 4° 48' 24" OL  | 509360 | Flevo, vrijstaande houten prefab woning |
| Burgzand Noord: terrein waarin zes scheepswrakken | Archeologisch monument   | 17e-18e eeuw                                          |           |                   | 53° 2' 49" NB, 4° 55' 58" OL | 532120 | Upload foto |